# Calanthe calanthoides
Calanthe calanthoides  es una especie de orquídea de hábito terrestre originaria desde México hasta Colombia y el Caribe.

## Descripción
Creciendo sobre árboles caídos; tiene los tallos reducidos a cormos cortos, 2-foliados. Hojas de 45 cm de largo y 9 cm de ancho, agudas, conduplicadas en la base, plicadas, verdes, con muchos nervios longitudinales. Inflorescencia racemosa, multiflora, el pedúnculo 25 cm de largo, verde pálido, glabro abaxialmente e híspido adaxialmente, la bráctea floral de 15 mm de largo, verde, las flores con sépalos y pétalos blancos, o a veces los pétalos algo verdosos, labelo amarillo-verdoso con manchas purpúreas; sépalos con ápice y bordes híspidos, ápice agudo y encorvado, el dorsal 11 mm de largo, los laterales 12 mm de largo; pétalos 7 mm de largo y 2.5 mm de ancho, híspidos; labelo de 1 cm de largo, ápice encorvado y agudo, el 1/3 basal soldado con la columna, híspido y carnoso, algo conduplicado, formando en su base un espolón cónico y agudo; columna corta y gruesa, 3-lobada, híspida, los lobos erectos y redondeados, el lobo medio 3 mm de largo, los lobos laterales 5 mm de largo; ovario 12 mm de largo, pedicelado.

## Distribución y hábitat
Se distribuye por México, Costa Rica, El Salvador, Guatemala, Panamá, Cuba, República Dominicana, Jamaica, Colombia y Nicaragua donde es rara, encontrándose en las bosques pluviales, donde hay acumulación de humus y en condiciones de rebosante  sombra en la zona norcentral a una altitud de 1250–1500 metros sobre el nivel del mar. La floración se produce en mayo–julio y se encuentra localizada a una temperatura entre los 50 °F y 75 °F. Esta es una especie muy atractiva con flores blanquecinas, hispídulas y levemente mezcladas con purpúreo sobre un racimo erecto que emerge de entre las bases envainadas de las hojas y con 2 hojas plicadas, grandes y anchas.

## Taxonomía
Calanthe calanthoides fue descrita por (A.Rich. & Galeotti) Hamer & Garay in Fritz Hamer y publicado en Las Orquídeas de El Salvador 1: 90–91, f. 1974.
Etimología
Ver: Calanthe
calanthoides epíteto latíno que significa "igual a las Calanthes".
Sinonimia
- Ghiesbreghtia calanthoides A.Rich. & Galeotti, Ann. Sci. Nat., Bot., III, 3: 28 (1845).
- Calanthe mexicana Rchb.f., Linnaea 18: 406 (1845).
- Calanthe cubensis Linden & Rchb.f., Bonplandia (Hannover) 4: 322 (1856).
- Calanthe granatensis Rchb.f., Bonplandia (Hannover) 4: 322 (1856).
- Alismorkis cubensis (Linden & Rchb.f.) Kuntze, Revis. Gen. Pl. 2: 650 (1891).
- Alismorkis granatensis (Rchb.f.) Kuntze, Revis. Gen. Pl. 2: 650 (1891).
- Alismorkis mexicana (Rchb.f.) Kuntze, Revis. Gen. Pl. 2: 650 (1891).
- Ghiesbreghtia mexicana (Rchb.f.) Schltr., Repert. Spec. Nov. Regni Veg. Beih. 19: 135 (1923).
- Calanthe mexicana var. lanceolata Correll, Lloydia 10: 214 (1947 publ. 1948).
- Calanthe mexicana var. retusa Correll, Lloydia 10: 214 (1947 publ. 1948).[3]